# Causus defilippii
Causus defilippii là một loài rắn trong họ Rắn lục. Loài này được Jan mô tả khoa học đầu tiên năm 1862.

## Hình ảnh

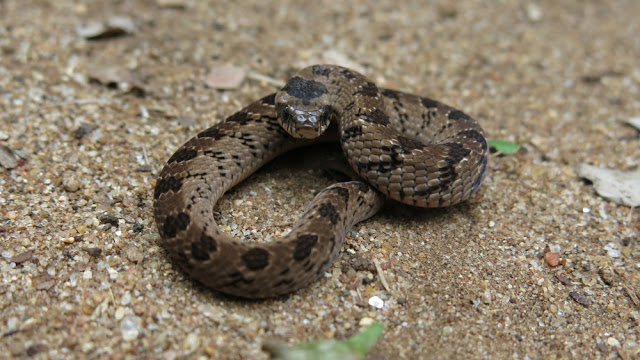